# Cocoseilandse roepie
De Cocoseilandse roepie is de voormalige munteenheid van de Cocoseilanden, een Australisch overzees gebied. De munteenheid werd in 1887 ingevoerd op de eilanden en bleef in omloop tot 1978. In 1955 werd de Australische pond ingevoerd, die in 1966 werd vervangen door de Australische dollar.